# Кокосове молоко

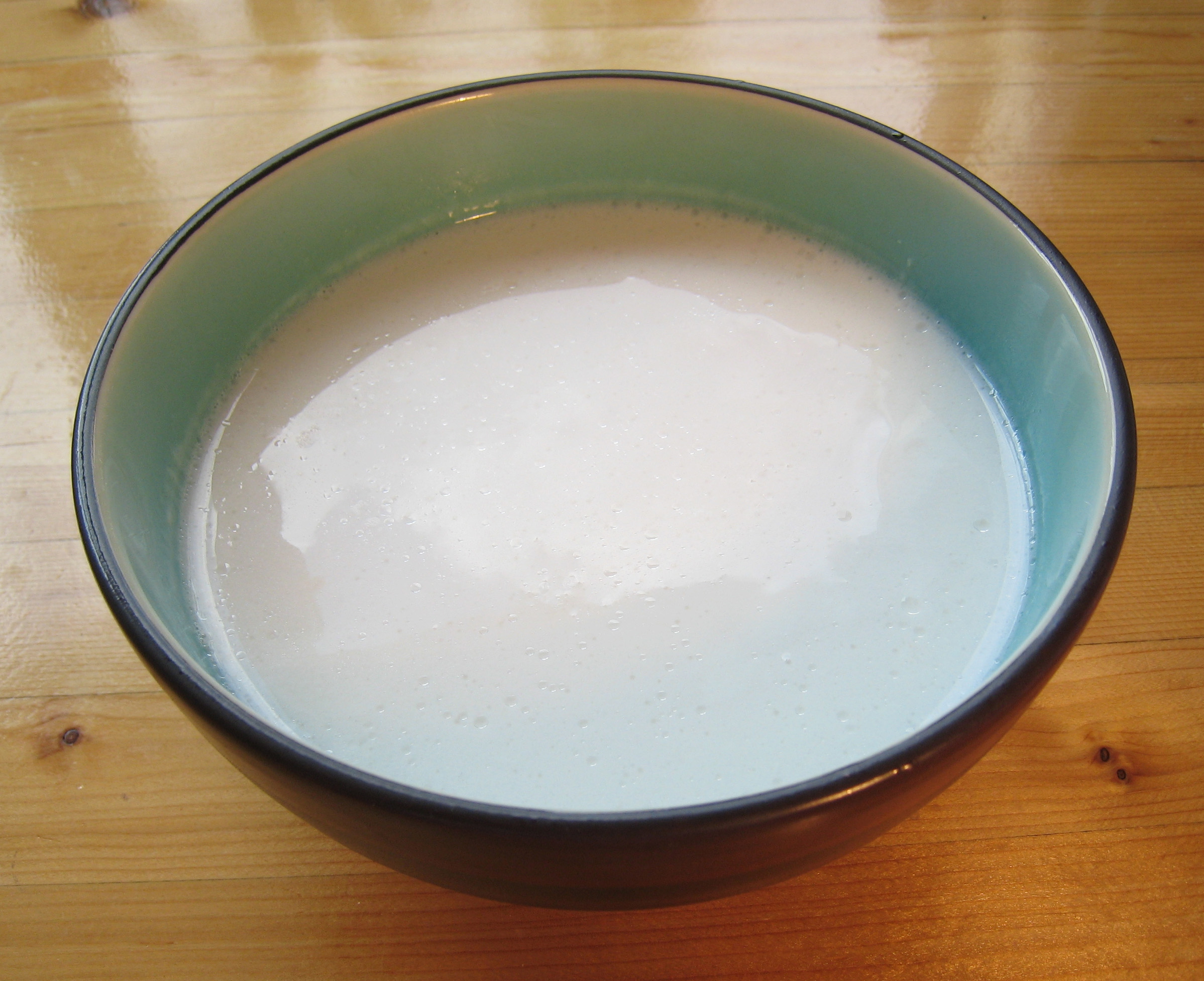
Кокосове молоко в тарілці.

Кокосове молоко — молочно-біла солодка рідина, яка виробляється з м'якоті дозрілого кокосового горіха. Використовується як компонент для приготування різних страв східної кухні. Кокосове молоко слід відрізняти від кокосової води (кокосового соку) — натуральної рідини, що знаходиться всередині кокосового горіха. Вміст жирів в кокосовому молоці в середньому становить 27 %, вуглеводів — 6 %, білка — 4 %. Крім цього, молоко містить вітаміни В1, В2, В3, С.
На відміну від кокосової води, кокосове молоко отримують штучним шляхом, змішуючи подрібнену м'якоть кокоса і воду. В Малайзії, Брунеї та Індонезії кокосове молоко зазвичай іменують сантаном, а на Філіппінах — гатою.
Кокосове молоко зазвичай варіюють за ступенем густоти (найбільш густе навіть іменують кокосовими вершками). Більш густі сорти зазвичай використовують для приготування десертів і жирних соусів, менш густі — в супах, а також для інших страв.